# توماس دی‌الکساندرو جونیور
توماس دی‌الکساندرو جونیور (انگلیسی: Thomas D'Alesandro Jr.; ۱ اوت ۱۹۰۳ – ۲۳ اوت ۱۹۸۷) سیاست‌مدار دموکرات اهل ایالات متحده آمریکا بود، که از ۱۹۳۹ تا ۱۹۴۷ به‌عنوان نماینده مریلند در مجلس نمایندگان ایالات متحده آمریکا فعالیت می‌کرد و در فاصله سالهای ۱۹۴۷ تا ۱۹۵۹ نیز شهردار بالتیمور بود. نانسی پلوسی سخنگوی مجلس نمایندگان ایالات متحده آمریکا فرزند اوست.